# André Morell
André Morell (20 de agosto de 1909 – 28 de noviembre de 1978) fue un actor teatral, cinematográfico y televisivo británico, activo en las décadas de 1930 a 1970. Sus papeles más conocidos fueron los de Profesor Bernard Quatermass en el serial televisivo de la BBC Quatermass and the Pit (1958 - 59), y el de John H. Watson en la versión que Hammer Productions rodó de El sabueso de los Baskerville (1959). También intervino en las películas ganadoras de Premios Oscar El puente sobre el río Kwai (1957) y Ben-Hur (1959), así como en varias cintas de horror de la Hammer rodadas en los años sesenta y en el aplaudido drama histórico de Independent Television (ITV) The Caesars (1968).

## Biografía

### Inicios
Su verdadero nombre era Cecil André Mesritz, y nació en Londres, Inglaterra, siendo sus padres André y Rosa Mesritz. Antes de dedicarse a la actuación de modo profesional, se preparó para poder trabajar como mecánico de automóvil, actividad que compatibilizaba con el teatro para aficionados. En 1934 se hizo actor profesional, inicialmente utilizando el nombre artístico de André Mesritz, que cambió por André Morell en 1936, adoptando el último nombre de manera legal en 1938.
En 1938 entró en la compañía teatral Old Vic, actuando en varias de las producciones de alto nivel de la misma, bien representadas en su teatro local, bien en giras nacionales e internacionales. Fue Horacio en Hamlet, con Alec Guinness en el papel del título, y Alonso en la producción que John Gielgud hizo de La tempestad. También encarnó a Mercutio en Romeo y Julieta, obra puesta en escena por la Old Vic en Streatham en 1939, con Robert Donat en el papel de Romeo. Éste fue el papel que Morell consideraba el favorite de su carrera, y gracias al cual recibió elogiosas críticas de The Times.
Hacia el final de la década de 1930 empezó a actuar en el cine, debutando en la gran pantalla con 13 Men and a Gun en 1938. Trabajó con frecuencia en las primeras producciones dramáticas del joven servicio televisivo de la BBC, haciendo papeles como el de Mr Wickham en Orgullo y prejuicio (1938) y Le Bret en Cyrano de Bergerac (1938). El estallido de la Segunda Guerra Mundial interrumpió su carrera interpretativa, y se alistó en el Regimiento Royal Welch Fusiliers en 1940, sirviendo con dicha unidad hasta 1946, época en la que había obtenido el empleo de mayor.

### Principales papeles cinematográficos y televisivos
Morell volvió al teatro tras finalizar la contienda, incluyendo otro período en la Old Vic en la temporada 1951 - 52. Fueron muy elogiadas sus actuaciones en El rey Lear y en la producción que Tyrone Guthrie hizo de la pieza Timón de Atenas, y en la cual Morell tenía el papel del título.
Sin embargo, cada vez conseguía más primeros papeles televisivos, y en 1953 fue elegido por el director de televisión Rudolph Cartier para trabajar en una obra titulada It Is Midnight, Dr Schweitzer. Cartier quedó impresionado por la actuación de Morell en la obra, y le ofreció el primer papel en una serie de ciencia ficción que estaba preparando con el escritor Nigel Kneale, y titulada The Quatermass Experiment. Aunque el guion no se había completado, Morell consideró aceptar el papel, pero finalmente decidió declinar la oferta. El papel fue para su compañero de reparto en It Is Midnight, Dr Schweitzer, Reginald Tate.
Al año siguiente trabajó en otra producción de Cartier y Kneale, interpretando a O'Brien en 1984, una versión televisiva de la novela de George Orwell 1984 con Peter Cushing como Winston Smith. Esta producción, aunque exitosa, fue controvertida y motivó muchos comentarios y debate.
De la fructífera colaboración con Cartier y Kneale surgió una nueva oportunidad, cuatro años más tarde, de interpretar al Profesor Bernard Quatermass en la serie Quatermass and the Pit, aunque en esta ocasión otro actor, Alec Clunes, ya había rechazado el papel. Esta vez Morell aceptó, consiguiendo la que algunos críticos consideran como definitiva interpretación del personaje. Además, el mismo Morell reconocía que este personaje le había hecho una figura reconocida para el público.
Al tiempo que en la televisión, Morell consiguió varios notables papeles cinematográficos a finales de la década de 1950. Así, actuó en dos cintas ganadoras del Oscar a la mejor película: El puente sobre el río Kwai (1957), en el papel del Coronel Green, y Ben-Hur (1959), encarnando a Sextus. También en 1959 fue el famoso personaje de Arthur Conan Doyle Doctor John H. Watson, de nuevo junto a Peter Cushing, que en esa ocasión interpretaba a Sherlock Holmes en la versión de Hammer Productions de The Hound of the Baskervilles. Ésta fue la primera adaptación de Sherlock Holmes rodada en color. Morell era particularmente entusiasta con su Watson, ya que se acercaba más al originalmente descrito en las historias de Conan Doyle, y alejado del inútil estereotipo establecido por las interpretaciones que Nigel Bruce había hecho del personaje. Por ese motivo, su interpretación es altamente valorada por los miembros de la sociedad americana Baker Street Irregulars, y por la Sherlock Holmes Society inglesa.
En 1960 Morell fue Brack en una producción de la obra de Henrik Ibsen Hedda Gabler, llevada a escena en el Teatro Oxford Playhouse. Trabajando con él se encontraba la actriz Joan Greenwood. Los dos intérpretes se enamoraron, viajaron en secreto a Jamaica, y se casaron en la isla. El matrimonio se mantuvo unido hasta el momento del fallecimiento del actor.

### Últimos años de carrera
Tras su actuación en el film de la Hammer The Camp on Blood Island en 1957 y en The Hound of the Baskervilles al año siguiente, en la década de 1960 Morell trabajó en varios de los famosos títulos de horror de Hammer Productions. Entre los mismos figuran Shadow of the Cat (1960), She (1964, de nuevo con Peter Cushing) y su secuela Vengeance of She (1967), el primer papel en The Plague of the Zombies (1965), y The Mummy's Shroud (1966). También trabajó con Cushing en la cinta de la Hammer Cash on Demand, haciendo el mismo papel que interpretó junto a Richard Warner en la original obra televisiva, The Gold Inside.
En 1967 Hammer produjo un largometraje, Quatermass and the Pit, adaptación de la serie televisiva, y ofreció a Morell la oportunidad de encarnar de nuevo al profesor Quatermass. Morell declinó la oferta, pues no deseaba repetir el mismo papel en la misma historia que él ya había interpretado con éxito para la televisión.
Morell siguió trabajando con éxito en televisión, con papeles como artista invitado en episodios de series como Los vengadores (1963 y 1965), Danger Man (1965), Doctor Who ("The Massacre of St Bartholomew's Eve" 1966), The Saint (1965)  y The Caesars (1968), con el destacado personaje del emperador romano Tiberio.
En 1969 fue nombrado vicepresidente de Equity, el sindicato de actores británico, siendo su presidente entre 1973 y 1974. En ese período se vio involucrado en una disputa en la cual Equity amenazó con expulsar a Laurence Olivier del sindicato a causa de las declaraciones efectuadas a un periódico en las cuales hablaba de la posibilidad de formar un sindicato disidente.
A pesar de su trabajo sindical, Morell continuo son su actividad interpretativa. Así, actuó en la aclamada película de Stanley Kubrick Barry Lyndon (1975), en el papel de un noble amigo del personaje principal. Su último trabajo televisivo tuvo lugar en un episodio de la serie de Independent Television (ITV) The Professionals en 1978, el año de su fallecimiento. Ese mismo año se estrenó la versión en animación de El Señor de los Anillos, en la cual dio voz a Elrond. Sin embargo, su último trabajo cinematográfico no pudo verse hasta un año después de su muerte, en el film The First Great Train Robbery, en el cual encarnaba a un juez.
André Morell falleció en Londres en 1978, a causa de un cancer de pulmón. Tenía 69 años de edad. Tuvo un hijo, Jason Morell, también actor, con títulos en su haber como los filmes Su majestad Mrs. Brown (1997) y Wilde (1997).

## Filmografía
| - Three Silent Men (1940) - Unpublished Story (1942) - Against the Wind (1948) - Madeleine (1950) - Stage Fright (Pánico en la escena) (1950) - So Long at the Fair (Extraño suceso) (1950) - Trio (El torbellino de la vida) (1950) - Seven Days to Noon (Ultimatum) (1950) - The Clouded Yellow (Trágica obsesión) (1950) - Flesh & Blood (1951) - High Treason (Alta Traición) (1951) - The Tall Headlines (1952) - Stolen Face (1952) - Su majestad de los mares del Sur (1954) - The Black Knight (El Caballero Negro) (1954) - Three Cases of Murder (1955) - Summertime (1955) - The Secret (1955) - The Man Who Never Was (El hombre que nunca existió) (1956) - The Black Tent (1956) - The Baby and the Battleship (El bebé y el acorazado) (1956) - Zarak (1956) - Interpol (1957) - El puente sobre el río Kwai (1957) | - Paris Holiday (1958) - The Camp on Blood Island (1958) - El sabueso de los Baskerville (1959) - Ben-Hur (1959) - The Giant Behemoth (1959) - Cone of Silence (1960) - Shadow of the Cat (1961) - Cash on Demand (1961) - Woman of Straw (La mujer de paja) (1964) - The Moon-Spinners (1964) - She (La diosa de fuego) (1965) - The Plague of the Zombies (1966) - Judith (La venus de la ira) (1966) - The Wrong Box (1966) - The Mummy's Shroud (1967) - Dark of the Sun (Último tren a Katanga) (1968) - The Vengeance of She (1968) - Julius Caesar (1970), como Cicerón - El estrangulador de Rillington Place (1971) - Pope Joan (1972) - Barry Lyndon (1975) - El mensaje (1976) - El Señor de los Anillos (1978) - The First Great Train Robbery (1978) |